# オスカル・フォン・ミラー

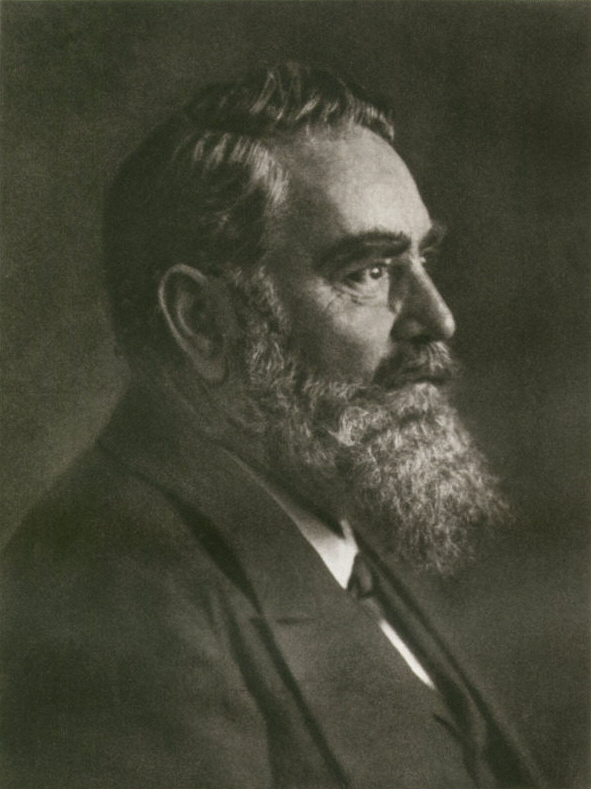
オスカル・フォン・ミラー

オスカル・フォン・ミラー（Oskar von Miller、1855年5月7日 - 1934年4月9日）はドイツの技師（電気工学者）で、ドイツ博物館の創立者。バイエルン電力事業を牽引した。

## 貴族
父フェルディナント・フォン・ミラーはバイエルン王国のヴィッテルスバッハ家に仕える鋳金師・彫刻家であった。1875年に貴族に昇格した。父と同名の兄フェルディナント・フォン・ミラーも名にバロンを冠し、ミュンヘン王立意匠学院の院長となって家業を継いだ。おかげでオスカルは人生を選ぶことができた。1921年ヴィルヘルム・エクスナー・メダル受賞。

## 博覧会
オスカルはミュンヘンポリテクニクムで建築学を専攻していたし、初めての仕事も土木業だった。しかし電気学の興隆を察知して研究するようになり、1881年のパリ国際電気博覧会ではエミール・ラーテナウと知り合った。刺激されたオスカルはミュンヘンでも博覧会を主催してしまい、マルセル・ドプレの57km を超える交流送電を演出した。1883年にラーテナウと仕事をすることになり、ドイツエジソン社のマネージャーとなった。1890年に自分の電気店を構えた。翌年、フランクフルトの国際電気博覧会を世話した。そこではミハイルMikhail Dolivo-Dobrovolsky の三相交流が176km の長距離にもかかわらずエネルギー変換効率3/4をキープした。

## ワルヘン湖発電所
1903年、彼は論文を書いた。そこでバイエルン・アルプスの水力開発につき、当時の水車小屋は川岸で即時消費される位置エネルギーであって、工業地帯と市街地へ交流送電するのがよいと宣伝した。論文は地理的制約を整理する一方、1899年設立のバイエルン水力技術事務所がとったデータを元に図表分析し馬力を丁寧に見積もっている。このときにオスカルは地元ミュンヘンのワルヘン湖に目をつけた。1908-1909年、ドイツ帝国の省庁と諸州の支援を受けて、自然と調和したワルヘン湖利用のあり方を模索する国際コンペを主催した。甲斐あって1909年、上院議員となった。1913年、石炭の乏しいバイエルンは将来の国有化を条件に送電線の用地と供給独占域を与えた。1915年に「全国的な」計画案を提出した。これは9章あったが、ワルヘン湖の開発そのものを書いていたのは2つだけだった。川の水位を保ったり、既存発電所の利益を損ねないようにしたりするため、ワルヘン湖の発電所は電力需要がピークの昼間だけ動かすという都市計画であった。第一次世界大戦の敗北にもめげず、1918年から1924年までワルヘン湖発電所の建設プロジェクトを主導した。1928年5月16日、バイエルン送電網がプロイセン電気会社などと共同出資でドイツ電気株式会社Aktiengesellschaft für deutsche Elektrizitätswirtschaft を設立した。ハンブルクとバイエルン・アルプスを一体の送電網とする目的の企業であり、ここへワルヘン湖発電所が電力を供給するようになった。